# لويس ويبر
لويس ويبر (بالإنجليزية: Lois Weber )‏ (و. 1879 – 1939 م) هي مخرجة أفلام، وكاتبة سيناريو، وممثلة أفلام أمريكية، ولدت في مقاطعة أليني، توفيت في هوليوود، عن عمر يناهز 60 عاماً، بسبب قرحة جلدية.

## وصلات خارجية
- لويس ويبر على موقع IMDb (الإنجليزية)
- لويس ويبر على موقع الموسوعة البريطانية (الإنجليزية)
- لويس ويبر على موقع ألو سيني (الفرنسية)
- لويس ويبر على موقع أول موفي (الإنجليزية)
- لويس ويبر على موقع قاعدة بيانات الأفلام السويدية (السويدية)
- لويس ويبر على موقع قاعدة بيانات الفيلم (الإنجليزية)
- لويس ويبر على موقع كينوبويسك (الروسية)